# Synopeas indicum
Synopeas indicum är en stekelart som beskrevs av Mani 1975. Synopeas indicum ingår i släktet Synopeas och familjen gallmyggesteklar. Inga underarter finns listade i Catalogue of Life.